# Chloropetalia kimminsi
Chloropetalia kimminsi is een echte libel (Anisoptera) uit de familie van de Chlorogomphidae.
De wetenschappelijke naam van de soort werd in 1940 als Chlorogomphus kimminsi gepubliceerd door Frederic Charles Fraser.